# Italia a mano armata
Italia a mano armata è un film poliziesco all'italiana, del 1976, diretto da Marino Girolami (con lo pseudonimo Franco Martinelli).
Il film costituisce l'ultimo capitolo della cosiddetta "trilogia del commissario", con protagonista Maurizio Merli nel ruolo del commissario Betti. Tra i protagonisti anche John Saxon, che compare anche in Napoli violenta di Umberto Lenzi.

## Trama
Il commissario Betti, stavolta in servizio a Torino, ben coadiuvato dal maresciallo Ferrari, è sulle tracce di una banda composta da quattro banditi, che nel capoluogo piemontese ha sequestrato un piccolo scuolabus su cui viaggia una mezza dozzina di bambini, diretti a scuola.
A seguito di una telefonata fatta da uno dei rapitori alla madre di uno dei bambini rapiti, si scopre che tale chiamata proviene dalla periferia di Milano. Betti quindi si reca nel capoluogo lombardo, dove ritrova il commissario Arpino, suo amico e figura più saggia e prudente, che lo aiuterà nelle indagini.
Un membro della banda, Mancuso, tenta grossolanamente di stuprare una ragazza nei pressi del nascondiglio dove i banditi si sono rifugiati con i bambini, venendo così denunciato e rintracciato e consentendo alla polizia di scovare la banda e quindi facendo fallire il piano.

Qualche tempo dopo questi è rinvenuto carbonizzato nella propria macchina; intanto due banditi (Torri e Luzzi) vengono catturati da Betti, al termine di uno spettacolare inseguimento che ha inizio all'Ortomercato, passando per il Naviglio e conclusosi all'Idroscalo, non prima che, dalla macchina dei banditi in fuga, Luzzi indirizzi a una pattuglia della polizia che si era aggiunta all'inseguimento una raffica di Sten che, colpendo gli agenti a bordo, fa finire macchina ed equipaggio in acqua, mentre il terzo, rintracciato presso il suo alloggio, per sfuggire alla cattura, si schianta con  un'auto rubata contro un albero, morendo sul colpo. Convinto, pur non avendone le prove, che ad organizzare il sequestro dei bambini sia stato l'uomo d'affari milanese nonché trafficante di droga Jean Albertelli, concentra le sue attenzioni su quest'ultimo. Si reca perciò a Genova, dove però finisce in carcere a causa di un tranello tesogli dal boss Albertelli. Uscito di prigione riesce a catturare il milanese; questi tuttavia riesce a scappare e a raggiungere l'aeroporto, dove viene tuttavia ucciso da malavitosi rivali, che vengono a loro volta presi nella retata del commissario.
Il film si conclude con il Betti che si incontra con la sorella dell'unico bambino morto durante il sequestro ma viene colpito da una raffica di mitra.

## Distribuzione
Il film è stato distribuito nei cinema italiani il 27 novembre 1976, con la censura che impose il divieto alla visione ai minori di 14 anni.

## Accoglienza

### Incassi
Il film risultò il 60° miglior incasso registrato in Italia nella stagione cinematografica 1976-1977.

### Critica
(Leo - Il Messaggero - 03/12/1976)

## Collegamenti ad altre pellicole
- Il tema principale del film, eseguito da Franco Micalizzi è stato usato da Quentin Tarantino nella scena dell'inseguimento finale di Grindhouse - A prova di morte. Inoltre esso è stato riarrangiato dal gruppo Calibro 35 e appare nel loro primo album omonimo.
- In questo film compare per la terza volta il personaggio del commissario Betti, interpretato da Maurizio Merli, già apparso in Roma violenta e Napoli violenta.
- Non vi è collegamento alcuno con le pellicole Roma a mano armata e Genova a mano armata: i titoli simili sono dovuti ad una pratica, molto in voga tra i registi del genere poliziottesco, di dare alle proprie pellicole dei titoli che richiamassero quelli di film precedenti che avevano avuto molto successo tra gli spettatori, per richiamare il pubblico nelle sale.